# Kangaloon
Kangaloon är en ort i Australien. Den ligger i kommunen Wingecarribee och delstaten New South Wales, i den sydöstra delen av landet, omkring 98 kilometer sydväst om delstatshuvudstaden Sydney. Antalet invånare är 333.
Närmaste större samhälle är Bowral, omkring 14 kilometer nordväst om Kangaloon.
I omgivningarna runt Kangaloon växer huvudsakligen savannskog. Runt Kangaloon är det glesbefolkat, med 15 invånare per kvadratkilometer. Genomsnittlig årsnederbörd är 1 352 millimeter. Den regnigaste månaden är februari, med i genomsnitt 211 mm nederbörd, och den torraste är juli, med 36 mm nederbörd.